# Historiografia do Reino Unido
A historiografia do Reino Unido inclui a pesquisa histórica e arquivística e a escrita sobre a história do Reino Unido e seus países constituintes: Inglaterra, Escócia, Irlanda do Norte e País de Gales.

## Medieval

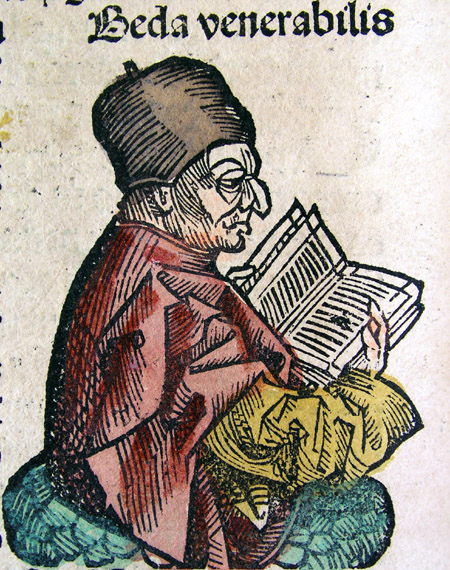
Representação de Bede da Crônica de Nuremberg, 1493

Gildas, um monge romano-britânico do século V, foi o primeiro grande historiador do País de Gales e da Inglaterra. Seu De Excidio et Conquestu Britanniae (em latim "Sobre as ruínas e a conquista da Grã-Bretanha") registra a queda dos britânicos nas mãos dos invasores saxões, enfatizando a raiva de Deus e o castigo providencial de uma nação inteira, em um eco do Antigo Testamento temas. Seu trabalho tem sido frequentemente usado por historiadores posteriores, começando com Bede.
Bede (673-735), um monge inglês, foi o historiador mais influente da era anglo-saxônica, tanto em seu tempo quanto na Inglaterra contemporânea. Ele tomou emprestado de Gildas e outros, escrevendo A história eclesiástica do povo inglês (latim: "Historia Ecclesiastica Gentis Anglorum"). Ele via a história inglesa como uma unidade, baseada na igreja cristã. N.J. Higham argumenta que ele projetou seu trabalho para promover sua agenda de reformas para Ceolwulf, o rei da Nortúmbria. Bede pintou uma imagem altamente otimista da situação atual na Igreja.
Numerosos cronistas prepararam relatos detalhados da história recente. rei Alfredo, o Grande, encomendou a Crônica Anglo-Saxônica em 893, e crônicas semelhantes foram preparadas durante a Idade Média. A produção mais famosa é de um francês transplantado, Jean Froissart (1333-1410). As Crônicas de Froissart, escritas em francês, continuam sendo uma fonte importante para a primeira metade da Guerra dos Cem Anos.

## Tudor-Stuart
Sir Walter Raleigh (1554-1618), educado em Oxford, foi soldado, cortesão e humanista durante o final do Renascimento na Inglaterra. Condenado por intrigas contra o rei, ele foi preso na Torre e escreveu sua História incompleta do mundo . Usando uma grande variedade de fontes em seis idiomas, Raleigh estava a par das últimas bolsas de estudos continentais. Ele escreveu não sobre a Inglaterra, mas sobre o mundo antigo, com forte ênfase na geografia. Apesar de sua intenção de fornecer conselhos atuais ao rei da Inglaterra, o rei Jaime I reclamou que era "muito indecoroso em censurar os príncipes". Raleigh foi libertado, mas depois decapitado por ofensas não relacionadas à sua historiografia.

### Reforma inglesa
A historiografia da Reforma inglesa viu confrontos vigorosos entre protagonistas e estudiosos dedicados por cinco séculos. Os principais detalhes factuais em nível nacional são claros desde 1900, como expostos, por exemplo, por James Anthony Froude e Albert Pollard.
A historiografia da reforma tem visto muitas escolas de interpretação com historiadores protestantes, católicos e anglicanos usando suas próprias perspectivas religiosas. Além disso, houve uma interpretação de Whig altamente influente, baseada no protestantismo secularizado liberal, que descreveu a Reforma na Inglaterra, nas palavras de Ian Hazlitt, como "a parteira que entrega a Inglaterra da Idade das Trevas ao limiar da modernidade, e assim um ponto de virada do progresso ". Finalmente, entre as escolas mais antigas havia uma interpretação neomarxista que enfatizava o declínio econômico das antigas elites na ascensão da nobreza e da classe média das terras. Todas essas abordagens ainda têm representantes, mas o principal impulso da historiografia acadêmica desde a década de 1970 se enquadra em quatro grupos ou escolas, segundo Hazlett.
Geoffrey Elton lidera a primeira facção com uma agenda enraizada na historiografia política. Concentra-se no topo do estado da igreja moderno, observando a mecânica da formulação de políticas e os órgãos de sua implementação e aplicação. O principal ator de Elton não foi Henrique VIII, mas seu principal secretário de Estado, Thomas Cromwell . Elton minimiza o espírito profético dos reformadores religiosos na teologia da forte convicção, descartando-os como intrusões intrometidas de fanáticos e fanáticos.
Em segundo lugar, uma perspectiva principalmente religiosa motivou Geoffrey Dickens e outros. Eles priorizam o lado religioso e subjetivo do movimento. Embora o reconhecimento da Reforma tenha sido imposto de cima, assim como em toda a Europa, também respondeu às aspirações de baixo. Ele foi criticado por subestimar a força do catolicismo romano residual e revivido. Ele foi elogiado por demonstrar os laços estreitos com as influências europeias. Na escola de Dickens, David Loades enfatizou a importância teológica da Reforma para o desenvolvimento anglo-britânico.
Os revisionistas compreendem uma terceira escola, liderada por Christopher Haigh, Jack Scarisbrick e vários outros estudiosos. Sua principal conquista foi a descoberta de um corpus inteiramente novo de fontes primárias no nível local, levando-os à ênfase na Reforma, que ocorria diariamente e localmente, com muito menos ênfase no controle do topo. Eles enfatizam o afastamento de fontes de elite e, em vez disso, concentram-se nos registros das paróquias locais, arquivos diocesanos, registros das guildas, dados dos distritos, tribunais e, especialmente, vontades individuais reveladoras.
Por fim, Patrick Collinson e outros trouxeram mais precisão ao cenário teológico, com puritanos calvinistas impacientes com a abordagem anglicana cautelosa dos compromissos. De fato, os puritanos eram um subgrupo distinto que não compreendia todo o calvinismo. A Igreja da Inglaterra surgiu assim como uma coalizão de facções, todas elas de inspiração protestante.
Todas as escolas recentes descentralizaram Henrique VIII e minimizaram a hagiografia. Eles prestaram mais atenção às localidades, catolicismo, radicais e sutilezas teológicas. No catolicismo, as escolas mais antigas enfatizaram demais Thomas More (1470-1535), para a negligência de outros bispos e fatores dentro do catolicismo. As escolas mais antigas frequentemente concentravam-se na elite de Londres; as mais novas olham para as aldeias inglesas.

### Puritanismo e a Guerra Civil
A ascensão do puritanismo e a Guerra Civil Inglesa são temas centrais da história inglesa do século XVII.
Edward Hyde, Conde de Clarendon (1609-1674), o principal assessor conservador do rei, escreveu a história contemporânea mais influente da Guerra Civil, A história da rebelião e guerras civis na Inglaterra (1702). Quando ele escreveu sobre o passado distante, Clarendon usou um nível moderno de ceticismo sobre fontes históricas, motivações e autoridade. Em sua história da Guerra Civil, no entanto, ele recai sobre uma visão pré-moderna que atribui eventos críticos à intervenção da Providência.
O principal historiador moderno do movimento puritano e da Guerra Civil é Samuel Rawson Gardiner (1820–1902). Suas séries incluem History of England from the Accession of James I to the Outbreak of the Civil War, 1603–1642 (1883-4); History of the Great Civil War, 1642-1649 (1893); e History of the Commonwealth and Protectorate, 1649–1660 (1903). O tratamento de Gardiner é exaustivo e filosófico, contemplando a história política e constitucional, as mudanças de religião, pensamento e sentimento, suas causas e tendências. Gardiner não formou uma escola, embora seu trabalho tenha sido concluído em dois volumes por Charles Harding Firth como The Last Years of the Protectorate (1909).

## Século XVIII
O Iluminismo na Escócia e na Inglaterra deu forte apoio à redação de histórias inovadoras.

### William Robertson
William Robertson, historiador escocês e historiografista Royal, publicou a History of Scotland 1542–1603 em 1759, e sua obra mais famosa, The History of the Reign of Charles V, em 1769. Sua bolsa de estudos foi trabalhosa para a época e ele foi capaz de acessar um grande número de fontes documentais que não haviam sido estudadas anteriormente. Ele também foi um dos primeiros historiadores que entendeu a importância de ideias gerais e universalmente aplicáveis na formação de eventos históricos.

### David Hume
O filósofo e historiador escocês David Hume, em 1754, publicou a História da Inglaterra, uma obra de seis volumes que estendeu "Da invasão de Júlio César à revolução em 1688". Hume adotou um escopo semelhante a Voltaire em sua história; além da história dos reis, parlamentos e exércitos, ele examinou a história da cultura, incluindo literatura e ciência. Suas breves biografias dos principais cientistas exploraram o processo de mudança científica e ele desenvolveu novas maneiras de ver os cientistas no contexto de seus tempos, observando como eles interagiam com a sociedade e entre si – prestou atenção especial a Francis Bacon, Robert Boyle, Isaac Newton e William Harvey.
Ele também argumentou que a busca pela liberdade era o padrão mais alto para julgar o passado, e concluiu que, após considerável flutuação, a Inglaterra, na época em que escrevia, havia alcançado "o mais completo sistema de liberdade já conhecido entre os homens".

### Edward Gibbon
Edward Gibbon e sua famosa obra-prima Declínio e Queda do Império Romano (1776-1789) estabeleceram um padrão literário para os historiadores e um padrão de pesquisa acadêmica amplamente imitada. No século XX vários estudiosos foram inspirados por Gibbon. Piers Brendon observa que o trabalho de Gibbon "se tornou o guia essencial para os britânicos ansiosos para traçar sua própria trajetória imperial. Eles encontraram a chave para entender o Império Britânico nas ruínas de Roma".

## Século XIX

### História do Whig
Grande parte dos escritos históricos de historiadores e romancistas refletia o espírito do romantismo. A história do Whig predominou normalmente - usando uma abordagem que apresenta o passado como uma progressão inevitável em direção a uma liberdade e iluminação cada vez maiores, culminando em formas modernas de democracia liberal e monarquia constitucional . Em geral, os historiadores de Whig enfatizaram a ascensão do governo constitucional, liberdades pessoais e progresso científico. O termo também foi amplamente aplicado em disciplinas históricas fora da história britânica (a história da ciência, por exemplo) para criticar qualquer narrativa teleológica (ou direcionada a objetivos), baseada em heróis e transhistórica. O termo "História do Whig" foi cunhado por Herbert Butterfield em seu livro The Whig Interpretation of History em 1931.
A história da Inglaterra de Paul Rapin de Thoyras, publicada em 1723, tornou-se "a clássica história do Whig" na primeira metade do século XVIII. Mais tarde foi substituído pelo imensamente popular The History of England, de David Hume. Os historiadores de Whig enfatizaram as realizações da Revolução Gloriosa de 1688. Isso incluiu o History of the Revolution in England in 1688, de James Mackintosh, os Commentaries on the Laws of England, de William Blackstone, e a História Constitucional da Inglaterra, de Henry Hallam.

Uma grande reformulação foi feita no início do século XX pela G. M. Trevelyan. David Cannadine diz: 
Em 1926, ele produziu um volume da História da Inglaterra. Este trabalho expôs o que ele viu como elementos essenciais na evolução e identidade da nação: governo parlamentar, Estado de Direito, tolerância religiosa, liberdade de interferência e envolvimento continentais e um horizonte global de supremacia marítima e expansão imperial. 
O consenso de Whig foi minado constantemente durante a reavaliação da história europeia pós-Primeira Guerra Mundial, e a crítica de Butterfield exemplificou essa tendência. Os intelectuais não acreditavam mais que o mundo estava ficando cada vez melhor. Gerações subsequentes de historiadores acadêmicos também rejeitaram a história de Whig por causa de sua suposição presentista e teleológica de que a história está direcionando para algum tipo de objetivo. Outras premissas criticadas de 'Whig' incluíram ver o sistema britânico como o ápice do desenvolvimento político humano, assumindo que figuras políticas no passado mantinham crenças políticas atuais (anacronismo), considerando a história britânica como uma marcha de progresso com resultados inevitáveis e apresentando figuras políticas do passado como heróis, que promoveram a causa desse progresso político, ou vilões, que tentaram impedir seu inevitável triunfo. J. Hart diz que "uma interpretação Whig requer heróis e vilões humanos na história".

### Macaulay

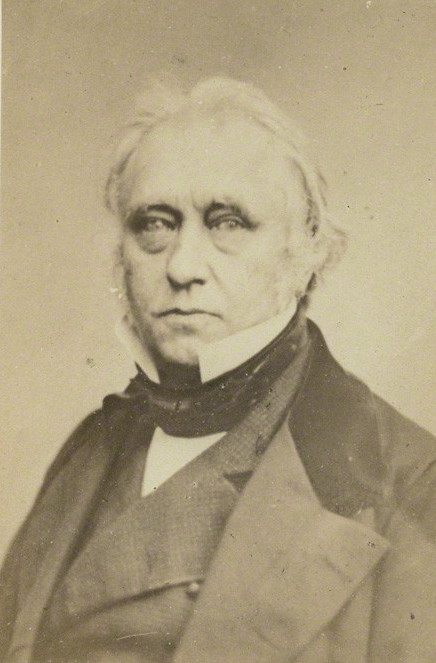
Macaulay foi o expoente mais influente da história de Whig, que disse que a história mostra uma constante melhoria ascendente em relação ao presente

O expoente mais famoso de 'Whiggery' foi Thomas Babington Macaulay (1800-1859). Ele publicou os primeiros volumes de The History of England, da acessão de James II em 1848. Provou um sucesso imediato e substituiu a história de Hume para se tornar a nova ortodoxia. Seus escritos são famosos por sua prosa sonora e por sua ênfase confiante, às vezes dogmática, em um modelo progressivo da história britânica, segundo o qual o país rejeitou a superstição, a autocracia e a confusão para criar uma constituição equilibrada e uma visão de futuro. cultura combinada com liberdade de crença e expressão. Esse modelo de progresso humano tem sido chamado de interpretação whig da história. Suas 'convicções whiggish' estão descritas em seu primeiro capítulo: 
Vou relatar como o novo acordo foi ... defendido com sucesso contra inimigos estrangeiros e domésticos; como ... a autoridade da lei e a segurança da propriedade foram consideradas compatíveis com a liberdade de discussão e de ação individual nunca antes conhecida; como, a partir da união auspiciosa da ordem e da liberdade, surgiu uma prosperidade da qual os anais dos assuntos humanos não deram exemplo; como nosso país, de um estado de vassalagem ignominiosa, subiu rapidamente para o lugar de árbitro entre as potências europeias; como sua opulência e sua glória marcial cresceram juntas; ... como um comércio gigantesco deu origem a um poder marítimo, comparado com o qual todos os outros poderes marítimos, antigos ou modernos, afundam em insignificância ... a história de nosso país durante os últimos cento e sessenta anos é eminentemente a história do aprimoramento físico, moral e intelectual. 
O legado de Macaulay continua sendo controverso; Gertrude Himmelfarb escreveu que "a maioria dos historiadores profissionais já desistiu de ler Macaulay, porque desistiu de escrever o tipo de história que ele escreveu e de pensar na história como ele fez". No entanto, J. R. Western escreveu: "Apesar de sua idade e manchas, a História da Inglaterra de Macaulay ainda deve ser substituída por uma história moderna em larga escala do período".

### Condado e história local
Antes do impacto da bolsa de estudos acadêmica de alta potência na década de 1960, a história local floresceu em toda a Grã-Bretanha, produzindo muitos estudos locais nostálgicos. Historiadores locais em 1870-1914 enfatizaram progresso, crescimento e orgulho cívico. A história local tornou-se moda nos séculos XVIII e XIX; era amplamente considerado como uma atividade antiquária, adequada para nobres e párocos do campo. O projeto Victoria History of the Condies of England começou em 1899 com o objetivo de criar uma história enciclopédica de cada um dos condados históricos da Inglaterra.
A história local foi uma força na Universidade de Leicester desde 1930. Sob o W. G. Hoskins, promoveu ativamente as histórias do condado de Victoria. Ele pressionou por uma atenção maior à comunidade de agricultores, trabalhadores e suas fazendas, além da força tradicional na história senhorial e da igreja. O projeto Victoria agora é coordenado pelo Instituto de Pesquisa Histórica da Universidade de Londres.
H. P. R. Finberg foi o primeiro professor de história local em inglês; ele foi nomeado por Leicester em 1964. A história local continua sendo negligenciada como disciplina acadêmica nas universidades. Historiadores locais acadêmicos são freqüentemente encontrados dentro de um departamento mais geral da história ou na educação continuada.
A Associação Britânica de História Local incentiva e auxilia no estudo da história local como disciplina acadêmica e como atividade de lazer de indivíduos e grupos. A maioria dos condados históricos da Inglaterra possui sociedades de registro e sociedades arqueológicas e históricas que coordenam o trabalho de historiadores e outros pesquisadores preocupados com essa área.

## Século XX

### Historiadores proeminentes
Thorold Rogers (1823-1890) foi o professor de estatística e ciências econômicas do King's College London, de 1859 até sua morte. Ele atuou no Parlamento como liberal e implantou métodos históricos e estatísticos para analisar algumas das principais questões econômicas e sociais da época em nome do livre comércio e da justiça social. Ele é mais conhecido por compilar a monumental A History of Agriculture and Prices in England, de 1259 a 1793 (7 vol. 1866-1902), que ainda é útil para os estudiosos. William Ashley (1860–1927) introduziu estudiosos britânicos na escola histórica de história econômica desenvolvida na Alemanha.
O historiador francês Élie Halévy (1870-1937) escreveu uma história multivolume da Inglaterra, 1815-1914; foi traduzido e influenciou bastante os estudiosos com sua exploração aprofundada das complexas interações entre política, religião, economia, reforma e a ausência da revolução jacobita no estilo francês. Halévy buscou a resposta não na economia, mas na religião. "Se os fatos econômicos explicam o rumo da raça humana, a Inglaterra do século XIX certamente estava, acima de todos os outros países, destinada à revolução, tanto política quanto religiosamente". Nem a constituição britânica nem a Igreja da Inglaterra eram fortes o suficiente para manter o país unido. Ele encontrou a resposta na não conformidade religiosa: "O metodismo era o antídoto para o jacobinismo".
G. M. Trevelyan (1876-1962), foi amplamente lido pelo público em geral e por estudiosos. Filho de um historiador de renome, ele combinou pesquisa completa e fontes primárias com um estilo de escrita animado, uma forte perspectiva patriótica e uma visão whig do progresso contínuo em direção à democracia. Ele alcançou seu público mais amplo com a History of England (1926). O livro afirmou Trevelyan como o principal comentarista histórico da Inglaterra. Ele começou sua carreira como liberal convencional, com fé no progresso inevitável. Chocado com os horrores da Grande Guerra que ele testemunhou como motorista de ambulância logo atrás das linhas de frente, Trevelyan ficou mais agradecido pelo conservadorismo como uma força positiva e menos confiante de que o progresso era inevitável. Em History of England (1926), ele procurou o significado mais profundo da história inglesa.
Cannadine concluiu em G.M. Trevelyan: A Life in History (1992): 
Durante a primeira metade do século XX, Trevelyan foi o historiador mais famoso, mais honrado, influente e mais lido de sua geração. Ele foi o descendente da maior dinastia histórica que a Grã-Bretanha já produziu. Ele conhecia e correspondia com muitas das maiores figuras de seu tempo.... Durante cinquenta anos, Trevelyan atuou como moralista público, professor público e benfeitor público, exercendo autoridade cultural incontestável entre as classes governantes e instruídas de seus dias.
Lewis Namier (1888–1960) teve uma poderosa influência na metodologia de pesquisa entre os historiadores britânicos. Nascido na Polônia, sua família judia era descendente de estudiosos talmúdicos ilustres e veio para a Inglaterra em 1907. Ele construiu sua carreira em Manchester. Seus trabalhos mais conhecidos foram a Estrutura da Política na Adesão de George III (1929), Inglaterra na Era da Revolução Americana (1930) e a série "História do Parlamento" (iniciada em 1940) que ele editou com John Brooke. Ele tinha uma visão microscópica da história, feita por muitos indivíduos com poucos ou quaisquer temas abrangentes; foi chamado de "namierismo" e sua abordagem desapareceu após sua morte. Seus livros normalmente são pontos de partida para vastas empresas que nunca foram seguidas. Assim, a Inglaterra na Era da Revolução Americana termina em dezembro de 1762.
Herbert Butterfield (1900–1979) é mais conhecido por sua abordagem filosófica às questões historiográficas.

### Profissionalização
A profissionalização envolveu o desenvolvimento de uma carreira para historiadores, a criação de uma associação histórica nacional e o patrocínio de periódicos acadêmicos. A Royal Historical Society foi fundada em 1868. The English Historical Review começou a ser publicada em 1886. Oxford e Cambridge eram as universidades britânicas de maior prestígio, mas evitaram estabelecer programas de doutorado e concentraram sua atenção no ensino de graduação por meio de tutores baseados no faculdades. As cadeiras dotadas, baseadas nas universidades como um todo, tiveram muito menos influência no ensino da história.
A profissionalização no modelo alemão, com foco na pesquisa de doutorado preparada por estudantes de graduação com um professor mestre, foi pioneira na Universidade de Manchester. J. B. Bury (1861-1927) em Cambridge, Charles Harding Firth (1857-1936) em Oxford e, especialmente, Thomas Frederick Tout (1855-1929) em Manchester lideraram o caminho.
Em Manchester, Tout introduziu uma pesquisa original no programa de graduação, culminando na produção de uma tese do último ano baseada em fontes primárias. Isso horrorizou Oxbridge, onde os tutores da faculdade tinham pouca capacidade de pesquisa e viam a graduação como um futuro cavalheiro embrionário, conhecedor liberal, amplamente lido e principal pilar do país e do império em política, comércio, exército, terra ou igreja, não um aprendiz a arquivos empoeirados de séculos de idade, nos quais não mais que 1 em 100 poderia encontrar uma carreira inócua. Ao adotar essa visão, eles tiveram um argumento justo, dadas as várias probabilidades e oportunidades de suas acusações. O aliado de Tout, C. H. Firth, travou uma campanha amarga para convencer Oxford a seguir Manchester e introduzir o estudo científico de fontes no programa de História, mas falhou; houve falha também em Cambridge. Outras universidades, no entanto, seguiram Tout, e a Oxbridge lentamente fez mudanças fundamentais na seleção de bolsistas de todas as disciplinas.

### Questões de classe: classe média e nobreza
A historiografia marxista se desenvolveu como uma escola de historiografia influenciada pelos principais princípios do marxismo, incluindo a centralidade da classe social e as restrições econômicas na determinação de resultados históricos. Friedrich Engels escreveu A Situação da Classe Trabalhadora na Inglaterra em 1844; inspirou o ímpeto socialista na política britânica, incluindo a Sociedade Fabiana, mas não influenciou os historiadores.
R. H. Tawney foi uma influência poderosa. Seu The Agrarian Problem in the Sixteenth Century (1912) e religião e ascensão do capitalismo (1926) refletiram suas preocupações éticas e preocupações na história econômica. Ele estava profundamente interessado na questão de cercar a terra no campo inglês nos séculos XVI e XVII e na tese de Max Weber sobre a conexão entre o surgimento do protestantismo e a ascensão do capitalismo.
A "nobreza" britânica compreendia os ricos proprietários de terras que não eram membros da aristocracia. A "Tempestade sobre os nobres" foi um grande debate historiográfico entre os estudiosos que ocorreram nas décadas de 1940 e 1950 sobre o papel dos nobres em causar a Guerra Civil Inglesa do século XVII. Tawney havia sugerido em 1941 que havia uma grande crise econômica para a nobreza nos séculos XVI e XVII, e que a classe nobre em rápido crescimento exigia uma parte do poder. Quando a aristocracia resistiu, argumentou Tawney, a nobreza lançou a guerra civil. Após um acalorado debate, os historiadores geralmente concluíram que o papel da nobreza não era especialmente importante.

### Historiadores marxistas
Um círculo de historiadores dentro do Partido Comunista da Grã-Bretanha (CPGB) formou-se em 1946 e se tornou um grupo altamente influente de historiadores marxistas britânicos, que contribuíram para a história de baixo e a estrutura de classes na sociedade capitalista primitiva. Enquanto alguns membros do grupo (principalmente Christopher Hill (1912–2003) e E. P. Thompson) deixaram o CPGB após a Revolução Húngara de 1956, os pontos comuns da historiografia marxista britânica continuaram em seus trabalhos. Eles colocaram uma grande ênfase na determinação subjetiva da história.

Nas décadas de 1950 a 1970, a história do trabalho foi redefinida e ampliada em foco por vários historiadores, entre os quais as figuras mais proeminentes e influentes foram EP Thompson e Eric Hobsbawm . A motivação veio da atual política de esquerda na Grã-Bretanha e nos Estados Unidos e atingiu intensidade em brasa. Kenneth O. Morgan, historiador liberal mais tradicional, explica a dinâmica: 
a ferocidade da argumentação deve-se mais à política atual, ao inverno do descontentamento dos sindicatos [em 1979] e à ascensão de uma tendência militante de extrema esquerda no mundo da história acadêmica e no Partido Trabalhista. A nova história era freqüentemente fortemente marxista, que alimentou o trabalho de brilhantes evangelistas como Raphael Samuel no New Left Review, um jornal famoso como o Past and Present, a Society of Labor History e o trabalho de um grande número de jovens estudiosos engajados em o campo. Não acadêmicos como Tony Benn se uniram. A nova influência do marxismo nos estudos trabalhistas passou a afetar o estudo da história como um todo.
De muitas maneiras, isso foi altamente benéfico: encorajou o estudo da dinâmica da história social, em vez de uma visão institucional formal estreita do trabalho e da história do Partido Trabalhista; procurou colocar a experiência dos trabalhadores em um contexto técnico e ideológico mais amplo; encorajou uma gama mais aventureira de fontes, a chamada "história de baixo", e as resgatou do que Thompson chamou de memorável "condescendência da posteridade"; trouxe a ideia de classe central para o tratamento da história da classe trabalhadora, onde sempre senti que ela pertencia; lançou uma nova luz sobre os pobres e despossuídos para os quais os materiais de origem eram muito mais ruins que os da burguesia, e fez uso original de evidências populares como a história oral, pouco usada antes.

Mas a ênfase marxista - ou às vezes trotskista - nos estudos trabalhistas era muitas vezes doutrinária e intolerante à dissidência não-marxista - também era muitas vezes completamente errada, distorcendo as evidências dentro de uma estrutura doutrinária estreita. Eu senti que era meu dever ajudar a resgatá-lo. Mas isso nem sempre foi divertido. Lembro-me de ter abordado uma reunião histórica em Cardiff... quando, pela única vez na minha vida, fui submetido a uma série incoerente de ataques de um tipo altamente pessoal, jogando o homem e não a bola, concentrando-me no meu sotaque, no meu ser em Oxford e as tendências supostamente reacionárias de meus colegas empiristas.
Christopher Hill se especializou na história inglesa do século XVII. Seus livros incluem Puritanism and Revolution (1958), Intellectual Origins of the English Revolution (1965 e revisado em 1996), The Century of Revolution (1961), AntiChrist in 17th-century England (1971), The World Turned Upside Down (1972) e muitos outros.
E. P. Thompson foi pioneiro no estudo da história a partir de baixo em seu trabalho, The Making of the English Working Class, publicado em 1963. Ele se concentrava na história esquecida da primeira esquerda política da classe trabalhadora do mundo no final do século XVIII e início da década de 1960. Séculos XIX. Em seu prefácio a este livro, Thompson estabeleceu sua abordagem para escrever a história a partir de baixo: 
Estou procurando resgatar a pobre costureira, a lavadora de roupas Luddite, o tecelão "obsoleto" do tear manual, o artesão "utópico" e até a seguidora iludida de Joanna Southcott, da enorme condescendência de posteridade. Seus artesanatos e tradições podem estar morrendo. Sua hostilidade ao novo industrialismo pode ter sido retrospectiva. Seus ideais comunitários podem ter sido fantasias. Suas conspirações insurrecionais podem ter sido imprudentes. Mas eles viveram esses tempos de agitação social aguda, e nós não. Suas aspirações eram válidas em termos de sua própria experiência; e, se foram baixas da história, permanecem condenadas em suas próprias vidas, como baixas.
O trabalho de Thompson também foi significativo devido à maneira como ele definiu "classe". Ele argumentou que a classe não era uma estrutura, mas um relacionamento que mudou com o tempo. Ele abriu as portas para uma geração de historiadores do trabalho, como David Montgomery e Herbert Gutman, que fizeram estudos semelhantes das classes trabalhadoras americanas.
Outros historiadores marxistas importantes incluíram Eric Hobsbawm, C. L. R. James, Raphael Samuel, A. L. Morton e Brian Pearce.
Embora a historiografia marxista tenha feito importantes contribuições à história da classe trabalhadora, às nacionalidades oprimidas e à metodologia da história de baixo, seu principal aspecto problemático foi o argumento sobre a natureza da história, determinada ou dialética ; isso também pode ser afirmado como a importância relativa de fatores subjetivos e objetivos na criação de resultados. Cada vez mais, desvalorizou-se nas décadas de 1960 e 1970. Geoffrey Elton foi importante para minar o argumento de uma historiografia marxista, que ele argumentava estar apresentando interpretações seriamente falhas do passado. Em particular, Elton se opôs à ideia de que a Guerra Civil Inglesa foi causada por mudanças socioeconômicas nos séculos XVI e XVII, argumentando que isso se devia em grande parte à incompetência dos reis Stuart.
Fora da órbita marxista, os historiadores sociais também prestavam muita atenção à história do trabalho.
Paul Addison observa que, na Grã-Bretanha, nos anos 90, a história do trabalho estava "em acentuado declínio" porque "não havia mais muito interesse na história da classe trabalhadora branca e masculina. Em vez disso, a 'virada cultural' incentivou os historiadores a explorar construções de gênero, raça, cidadania e identidade nacional em tempos de guerra".

## Desde 1945

### Primeira Guerra Mundial
A Primeira Guerra Mundial continua sendo um tema de grande interesse para os estudiosos, mas o conteúdo mudou com o tempo. Os primeiros estudos se concentraram na história militar da própria guerra e alcançaram um amplo público popular. Com a publicação da maioria dos documentos diplomáticos críticos de todos os lados nas décadas de 1920 e 1930, a atenção acadêmica voltou-se fortemente para a história diplomática comparativa da Grã-Bretanha, ao lado da França, Alemanha, Áustria e Rússia. Nas últimas décadas, a atenção se voltou dos generais e para os soldados comuns, e da frente ocidental e para o envolvimento complexo em outras regiões, incluindo os papéis das colônias e domínios do Império Britânico. Muita atenção é dedicada à estrutura do Exército e a debates sobre os erros cometidos pelo alto comando, tipificados pelos leões liderados por burros de slogan populares. A história social trouxe para a frente doméstica, especialmente os papéis das mulheres e da propaganda. Estudos culturais apontaram as memórias e os significados da guerra após 1918.

### Historiadores proeminentes

#### Arnold Toynbee
Arnold J. Toynbee (1889–1975) tinha duas carreiras, uma focada em narrar e analisar a história diplomática do século XX. No entanto, ele ficou famoso por sua interpretação abrangente da história do mundo, com uma forte inclinação religiosa, em seus 12 volumes, A Study of History (1934–1961). Com sua prodigiosa produção de artigos, artigos, discursos e apresentações e numerosos livros traduzidos para várias línguas, Toynbee foi um estudioso amplamente lido e discutido nas décadas de 1940 e 1950. Os historiadores profissionais nunca prestaram muita atenção ao segundo Toynbee, no entanto, e ele também perdeu seu público popular.

#### Keith Feiling
Keith Feiling (1884–1977) foi professor de História Moderna de Chichele em Oxford, 1946–1950. Ele foi destacado por sua interpretação conservadora do passado, mostrando uma ideologia orientada ao império em defesa da autoridade hierárquica, paternalismo, deferência, monarquia, Igreja, família, nação, status e lugar. Democrata conservador, ele sentiu que os conservadores possuíam mais caráter do que outras pessoas, como ele tentou demonstrar em seus livros sobre a história do Partido Conservador. Ele reconheceu a necessidade de reforma - desde que fosse gradual, de cima para baixo e fundamentada não na teoria abstrata, mas em uma apreciação da história inglesa. Assim, ele comemorou as reformas da década de 1830. AJP Taylor, em 1950, elogiou a historiografia de Feiling, chamando-a de "toryism" em contraste com a "história whig" mais comum, ou historiografia liberal, escrita para mostrar o progresso inevitável da humanidade. Taylor explica: "O conservadorismo baseia-se na dúvida da natureza humana; desconfia da melhoria, apega-se às instituições tradicionais, prefere o passado ao futuro. É mais um sentimento do que um princípio".

#### Isaiah Berlin
Isaiah Berlin (1909–1997) foi um ensaísta altamente respeitado que explorou ideias e filosofia.

#### A. J. P. Taylor
A. J. P. Taylor (1906–1990) é mais conhecido por sua reinterpretação altamente controversa da vinda das Origins of the Second World War (1961). Ele variou amplamente ao longo dos séculos XIX e XX. De grande importância são seus ricos tratados sobre a história diplomática europeia, The Struggle for Mastery in Europe, 1848-1918 (Oxford University Press, 1955), e a Inglaterra do século XX, English History 1914-1945 (Oxford University Press, 1965). Como comentarista impresso e no ar, tornou-se conhecido por milhões através de suas palestras na televisão. Sua combinação de rigor acadêmico e apelo popular levou o historiador Richard Overy a descrevê-lo como "o macaulay de nossa era".
Apesar da crescente ambivalência de Taylor em relação ao apaziguamento a partir do final da década de 1950, que ficou explicitamente evidente em seu livro de 1961, Origins of the Second World War, Winston Churchill permaneceu outro de seus heróis. Na história inglesa de 1914 a 1945, Taylor concluiu sua famosa nota de rodapé biográfica de Churchill com a frase "o salvador de seu país". Outra pessoa que Taylor admirou foi o historiador E. H. Carr, que era seu historiador favorito e um bom amigo.

#### Hugh Trevor-Roper
Hugh Trevor-Roper (1914–2003) foi um ensaísta e comentarista líder. Ele prosperou em polêmicas e debates, cobrindo uma ampla gama de tópicos históricos, mas particularmente a Inglaterra nos séculos XVI e XVII e a Alemanha nazista. Seus ensaios estabeleceram sua reputação como um estudioso que poderia definir sucintamente controvérsias historiográficas. Na visão de John Kenyon, "alguns dos curtos ensaios de [Trevor-Roper] afetaram a maneira como pensamos sobre o passado mais do que os livros de outros homens". Por outro lado, seu biógrafo afirma que "a marca de um grande historiador é que ele escreve grandes livros, sobre o assunto que criou. Por esse padrão exato, Hugh falhou."

### História política
A história política floresceu em termos tanto da biografia dos principais líderes nacionais quanto da história dos partidos políticos.

#### Consenso pós-guerra
O consenso pós-guerra é um modelo de acordo político entre historiadores de 1945 a 1979, quando a recém-eleita primeira-ministra Margaret Thatcher o rejeitou e reverteu. O conceito afirma que houve um consenso generalizado que cobriu o apoio a um pacote coerente de políticas que foram desenvolvidas na década de 1930 e prometidas durante a Segunda Guerra Mundial, focadas em uma economia mista, keynesianismo e um amplo estado de bem-estar. Nos últimos anos, a validade da interpretação foi debatida pelos historiadores.
O modelo dos historiadores do consenso do pós-guerra foi mais completamente desenvolvido por Paul Addison. O argumento básico é que, na década de 1930, os intelectuais do Partido Liberal, liderados por John Maynard Keynes e William Beveridge, desenvolveram uma série de planos que se tornaram especialmente atraentes à medida que o governo da guerra prometia uma Grã-Bretanha pós-guerra muito melhor e via a necessidade de envolver todos os setores da sociedade. O governo de coalizão durante a guerra, liderado por Churchill e Attlee, assinou uma série de documentos que prometeram à Grã-Bretanha um estado de bem-estar social muito melhorado após a guerra. As promessas incluíam o serviço nacional de saúde e a expansão da educação, moradia e vários programas de assistência social, além da nacionalização de algumas indústrias fracas. Foi estendido à política externa em termos de descolonização, bem como apoio à Guerra Fria.
O modelo afirma que de 1945 até a chegada de Thatcher em 1979, houve um amplo consenso nacional multipartidário sobre políticas sociais e econômicas, especialmente em relação ao estado de bem-estar, serviços de saúde nacionalizados, reforma educacional, economia mista, regulamentação governamental, keynesiana. macroeconômicas, políticas e pleno emprego. Além da questão da nacionalização de algumas indústrias, essas políticas foram amplamente aceitas pelos três principais partidos, bem como pela indústria, a comunidade financeira e o movimento trabalhista. Até a década de 1980, os historiadores geralmente concordavam com a existência e a importância do consenso. Alguns historiadores, como Ralph Milibrand, expressaram decepção por o consenso ser um pacote modesto ou mesmo conservador que bloqueou uma sociedade totalmente socializada. O historiador Angus Calder reclamou que as reformas do pós-guerra eram uma recompensa inadequada pelos sacrifícios de guerra e uma traição cínica da esperança do povo por uma sociedade mais justa do pós-guerra. Nos últimos anos, houve um debate historiográfico sobre a existência de tal consenso. O argumento revisionista é que o "consenso" era superficial porque as partes estavam profundamente divididas. Além disso, os conservadores se apegaram a seus ideais pró-negócios, enquanto o Partido Trabalhista nunca renunciou ao socialismo.

### História de negócios
A história dos negócios na Grã-Bretanha surgiu na década de 1950, após a publicação de uma série de histórias influentes das empresas e o estabelecimento da revista Business History em 1958, na Universidade de Liverpool. A mais influente dessas histórias iniciais da empresa foi a História da Unilever, de Charles Wilson, cujo primeiro volume foi publicado em 1954. Outros exemplos incluem o trabalho de Coleman sobre Courtaulds e fibras artificiais, Alford on Wills e a indústria do tabaco e Barker na fabricação de Pilkington e vidro. Esses primeiros estudos foram conduzidos principalmente por historiadores econômicos interessados no papel de empresas líderes no desenvolvimento de um setor mais amplo e, portanto, foram além de meras histórias corporativas. Embora algum trabalho tenha examinado as indústrias bem-sucedidas da revolução industrial e o papel dos principais empreendedores, no debate acadêmico da década de 1970 na história dos negócios britânicos, cada vez mais se concentrou no declínio econômico. Para os historiadores econômicos, a perda da vantagem competitiva britânica após 1870 poderia pelo menos em parte ser explicada por fracassos empresariais, levando a pesquisas adicionais de histórico de negócios em casos individuais da indústria e corporativos. A indústria têxtil de algodão de Lancashire, que havia sido o principal setor de decolagem na revolução industrial, mas que demorou a investir em desenvolvimentos técnicos subsequentes, tornou-se um importante tópico de debate sobre esse assunto. William Lazonick, por exemplo, argumentou que os empreendedores de têxteis de algodão na Grã-Bretanha não conseguiram desenvolver plantas integradas maiores no modelo americano; uma conclusão semelhante à síntese de Chandler de vários estudos de caso comparativos.
Estudos de líderes empresariais britânicos enfatizaram como eles se encaixam na estrutura de classes, especialmente seu relacionamento com a aristocracia, e o desejo de usar sua riqueza para comprar propriedades fundiárias e títulos hereditários. A biografia tem menos importância na história dos negócios britânicos, mas há compilações. A história comercial britânica começou a ampliar seu escopo na década de 1980, com trabalhos de pesquisa conduzidos na Unidade de História Empresarial da LSE, liderada primeiro por Leslie Hannah, depois por Terry Gourvish. Outros centros de pesquisa seguiram, notadamente em Glasgow e Reading, refletindo um crescente envolvimento na disciplina pelos acadêmicos da Escola de Administração e Negócios. Editores mais recentes de História dos Negócios, Geoffrey Jones (acadêmico) (Harvard Business School), Charles Harvey (Universidade de Newcastle Business School), John Wilson (Liverpool University Management School) e Steven Toms (Leeds University Business School), promoveram a estratégia de gerenciamento temas como redes, capitalismo familiar, governança corporativa, gestão de recursos humanos, marketing e marcas e organizações multinacionais em seu contexto internacional e meramente britânico. O emprego desses novos temas permitiu aos historiadores de negócios desafiar e adaptar as conclusões anteriores de Chandler e outros sobre o desempenho da economia britânica.

### História urbana
Na década de 1960, a historiografia acadêmica das vilas e cidades vitorianas começou a florescer na Grã-Bretanha. Grande parte da atenção concentrou-se inicialmente na cidade vitoriana, com tópicos como demografia, saúde pública, classe trabalhadora e cultura local. Nas últimas décadas, tópicos sobre classe, capitalismo e estrutura social deram lugar a estudos da história cultural da vida urbana, além de grupos como mulheres, prostitutas, migrantes de áreas rurais e imigrantes do continente e do Império Britânico. O próprio ambiente urbano tornou-se um tópico importante, à medida que os estudos sobre o tecido material da cidade e a estrutura do espaço urbano se tornaram mais proeminentes.
Os historiadores sempre fizeram de Londres o foco. Por exemplo, estudos recentes do início da moderna Londres cobrem uma ampla gama de tópicos, incluindo atividades literárias e culturais, o caráter da vida religiosa na Londres pós-Reforma; a importância do lugar e do espaço para a experiência da cidade; e a questão da moralidade cívica e comercial em um ambiente urbano sem a supervisão típica das aldeias.
Os acadêmicos têm estudado cada vez mais pequenas vilas e cidades desde o período medieval, bem como a urbanização que acompanhou a revolução industrial. A historiografia sobre a política da Inglaterra urbana do século XVIII mostra o papel crítico desempenhado pelas cidades na política (onde elas representavam quatro quintos dos assentos na Câmara dos Comuns), bem como o domínio político de Londres. Os estudos também mostram como as pessoas da cidade promoveram mudanças sociais ao mesmo tempo em que garantiram estabilidade política a longo prazo.
Na segunda metade do século XIX, centros provinciais como Birmingham, Glasgow, Leeds, Liverpool e Manchester dobraram de tamanho, tornando-se capitais regionais. Todos eram conurbações que incluíam cidades e subúrbios menores em sua área de influência. Os materiais acadêmicos disponíveis agora são bastante abrangentes. Em 2000, Peter Clark, do Centro de História Urbana da Universidade de Leicester, foi o editor geral (e a Cambridge University Press, a editora) de uma história de 2800 páginas de cidades e vilas britânicas em 75 capítulos por 90 estudiosos. Os capítulos tratam não de biografias de cidades individuais, mas de temas econômicos, sociais ou políticos que as cidades tinham em comum.

#### Desindustrialização
O tema da desindustrialização começou a atrair a atenção dos historiadores. A primeira onda de bolsas de estudos veio de ativistas envolvidos no ativismo comunitário na época em que as fábricas e minas estavam fechando nas décadas de 1970 e 1980. A virada cultural concentrou a atenção no significado da desindustrialização na década de 2000. Uma terceira onda de estudiosos examina os aspectos socioculturais de como a cultura da classe trabalhadora mudou na era pós-industrial. Os historiadores ampliaram seu escopo desde as causas econômicas do declínio e resistência à perda de empregos, até seus efeitos sociais e culturais a longo prazo.

### Novos temas

#### História das mulheres
A história das mulheres começou a surgir na década de 1970 contra a resistência passiva de muitos homens estabelecidos que há muito a rejeitavam como frívola, trivial e "fora dos limites da história". Esse sentimento persistiu por décadas em Oxbridge, mas em grande parte desapareceu nos tijolos vermelhos e nas universidades mais recentes.

#### História do Parlamento
Em 1951, os estudiosos recebem financiamento nacional para uma "História do Parlamento" colaborativa. Um conselho editorial era formado pelos principais estudiosos, principalmente Sir John Neale e Sir Lewis Namier . Anos de pesquisa energética demonstraram um compromisso com a nova técnica de "prosopografia", ou biografia coletiva quantitativa. No entanto, Neale e Namier tiveram interpretações muito diferentes do projeto. Neale procurou respostas quantitativas definitivas para perguntas técnicas específicas, do tipo sugerido por sua visão whiggish tradicional do desenvolvimento constitucional. Namier, por outro lado, adotou uma abordagem sociológica para usar a vida dos deputados como ponto de entrada para recriar o mundo das classes dirigentes. O conselho editorial não conseguiu sintetizar as duas abordagens. A equipe de Namier passou mais rápido pelos documentos, grande parte do trabalho seguiu seu modelo. O governo conservador entrou no debate, liderado por Harold Macmillan e funcionários públicos que queriam um produto acabado em vez de um projeto sem fim. A ambição de Namier foi reduzida e, após sua morte em 1960, sua própria seção foi completada por seu assistente, John Brooke, em um formato mais restrito.

#### História do estado
A história do estado foi conceitualizada primeiro como uma história dos monarcas dominantes e, sob Namier, o estudo de personalidades individuais. Recentemente, houve uma exploração mais profunda do crescimento do poder do Estado. Os historiadores analisaram o longo século XVIII, entre 1660 e 1837, sob quatro novas perspectivas. O primeiro, desenvolvido por Oliver MacDonagh, apresentou um estado administrativo expansivo e centralizado, enfatizando a influência do utilitarismo benthamita. A segunda abordagem, desenvolvida por Edward Higgs, conceitua o estado como uma entidade de coleta de informações, prestando atenção especial aos registradores locais e ao censo. Ele traz tópicos como espiões, vigilância de católicos, o Plano de pólvora de 1605, liderado por Guy Fawkes, para derrubar o governo e as Leis dos Pobres, e demonstra semelhanças com a sociedade de vigilância do século XXI. John Brewer introduziu a terceira abordagem com sua representação do estado 'fiscal-militar' inesperadamente poderoso e centralizado durante o século XVIII. Finalmente, houve numerosos estudos recentes que exploram o Estado como uma entidade abstrata capaz de comandar a lealdade das pessoas sobre quem ele governa.

#### História global
James Vernon propõe uma história global da Grã-Bretanha centrada na ascensão, desaparecimento e reinvenção de uma economia política liberal que transformou o mercado no princípio central do governo. A história mostra o crescimento e o colapso do Primeiro e do Segundo Impérios Britânicos, bem como a hegemonia global da Anglosfera. Eventos, processos e povos muito além da Anglosfera moldaram a história de sua ascensão, desaparecimento e reinvenção. Essa história da Grã-Bretanha é então uma história global, não por causa da antiga presunção imperial de que a Grã-Bretanha deixou o mapa global tão vermelho, mas porque o mundo inteiro se combinou para formar a Grã-Bretanha. Até certo ponto, a empresa já está em andamento, tornando a história do Império uma parte central de uma nova história global. Novos mapas foram desenhados ao redor dos oceanos, gerando novas perspectivas, como a "história do Atlântico".

### História digital
A história digital está abrindo novos caminhos para a pesquisa de fontes originais que eram muito difíceis de manusear antes. Um modelo é o projeto Devon do século XVIII, concluído em 2007. Foi uma colaboração de historiadores profissionais, voluntários locais e arquivos profissionais que criaram uma coleção on-line de transcrições de documentos do século XVIII, como registros de fidelidade, retornos de visitas episcopais e listas de proprietários livres. Arquivos digitais e periódicos digitais estão permitindo oportunidades muito mais amplas para pesquisa e fontes primárias no nível de graduação. O uso de poderosos mecanismos de pesquisa em grandes bancos de dados de texto permite uma pesquisa muito mais expandida em fontes como arquivos de jornais.

### Tópicos especiais
James Callaghan, primeiro ministro 1976-79

### Historiadores proeminentes
- Lord Acton (1834–1902), editor
- Robert C. Allen (nascido em 1947), economista
- Perry Anderson (nascido em 1938), marxismo
- Karen Armstrong (nascida em 1944), religiosa
- William Ashley (1860–1927), história econômica britânica
- Bernard Bailyn (nascido em 1922), migração atlântica
- O Venerável Beda (672–735), Grã-Bretanha de 55 aC a 731 dC
- Brian Bond (nascido em 1936), militar
- Arthur Bryant (1899–1985), Pepys; militar popular
- Herbert Butterfield (1900–1979), historiografia
- Angus Calder (1942–2008), Segunda Guerra Mundial
- I. R. Christie (1919-1998), século XVIII
- Winston Churchill (1874-1965), guerras mundiais
- J. C. D. Clark (nascido em 1951), século XVIII
- Linda Colley (nascida em 1949), século XVIII
- R. G. Collingwood (1889–1943), filosofia da história
- Patrick Collinson (nascido em 1929), Inglaterra elizabetana e puritanismo
- Julian Corbett (1854–1922), naval
- Maurice Cowling (1926-2005), política dos séculos XIX e XX
- Susan Doran, elizabetano
- David C. Douglas (1898–1982), Norman Inglaterra
- Eamon Duffy, história religiosa dos séculos XV-XVII
- Harold James Dyos (1921–78), urbano
- Geoffrey Rudolph Elton, período de Tudor
- Charles Harding Firth (1857-1936), história política do século XVII
- Judith Flanders (nascida em 1959), social vitoriana
- Amanda Foreman (nascida em 1968), séculos XVIII-XIX; Mulheres
- Antonia Fraser, século XVII
- Edward Augustus Freeman (1823-1892), política inglesa
- James Anthony Froude (1818–1894), Tudor Inglaterra
- William Gibson, história eclesiástica
- Samuel Rawson Gardiner (1829–1902), história política do século XVII
- Godofredo de Monmouth (falecido em 1154), Inglaterra
- Lawrence Henry Gipson (1882–1970), Império Britânico antes de 1775
- George Peabody Gooch (1873–1968), diplomacia moderna
- Andrew Gordon, naval
- John Richard Green (1837–1883), inglês
- Mary Anne Everett Green (1818 a 1895)
- John Guy (nascido em 1949), época de Tudor
- Edward Hasted (1732-1812), Kent
- Max Hastings (nascido em 1945), militar, Segunda Guerra Mundial
- J. H. Hexter, século XVII; historiografia
- Christopher Hill (1912–2003), século XVII
- Gertrude Himmelfarb (nascido em 1924), vitoriano
- Harry Hinsley (1918–1998), inteligência britânica, Segunda Guerra Mundial
- Eric Hobsbawn (1917–2012), marxista; Séculos XIX-XX
- David Hume (1711–1776), seis volumes História da Inglaterra
- Edward Hyde, 1º conde de Clarendon (1609-1674), guerras civis inglesas
- William James (historiador naval), marinha real durante as guerras napoleônicas
- George Hilton Jones III (1924–2008)
- David S. Katz, religioso
- R. J. B. Knight (nascido em 1944), naval
- David Knowles (1896-1974), medieval
- Andrew Lambert (nascido em 1956), naval
- John Lingard (1771 - 1851), pesquisa da perspectiva católica
- John Edward Lloyd (1861-1947), início da história galesa
- David Loades (nascido em 1934), época de Tudor
- Thomas Babington Macaulay, 1º Barão Macaulay (1800–1859), A História da Inglaterra desde a Adesão de Tiago o Segundo
- Piers Mackesy (nascido em 1924), militar
- J. D. Mackie (1887–1978), escocês
- Frederic William Maitland (1850–1906), jurídico, medieval
- Arthur Marder (1910–1980), marinha do século XX
- Kenneth O. Morgan (nascido em 1934), País de Gales; política desde 1945
- Lewis Bernstein Namier, história política do século XVIII
- Charles Oman (1860–1946), militar do século XIX
- Bradford Perkins (1925–2008), diplomacia com os EUA
- J. H. Plumb (1911–2001), século XVIII
- J. G. A. Pocock (nascido em 1924), ideias políticas; início da era moderna
- Roy Porter (1946–2002), médico e social
- F. M. Powicke (1879–1963), inglês medieval
- Andrew Roberts, Biografias políticas, séculos XIX e XX
- N. A. M. Rodger, naval
- Stephen Roskill, naval
- A. L. Rowse (1903–1997), história da Cornualha e elizabetano
- Conrad Russell, século XVII
- Dominic Sandbrook (nascido em 1974), 1960 e depois
- John Robert Seeley (1834-1895), história política; Império
- Simon Schama (nascido em 1945), pesquisas
- Jack Simmons (1915–2000), ferrovias, topografia
- Quentin Skinner, primeiras ideias políticas modernas
- Goldwin Smith (1823–1910), britânico e canadense
- Richard Southern (1912-2001), medieval
- David Starkey (nascido em 1945), época de Tudor
- Frank Stenton (1880–1967), inglês medieval
- Lawrence Stone, sociedade e história da família
- William Stubbs (1825–1902), lei
- A. J. P. Taylor (1906-1990), diplomacia do século XIX; século XX; historiografia
- E. P. Thompson (1924–1993), classe trabalhadora
- A. Wyatt Tilby (1880–1948), diáspora britânica
- George Macaulay Trevelyan (1876–1962), história inglesa (muitos períodos diferentes)
- Hugh Trevor-Roper, Barão Dacre de Glanton, século XVII
- Walter Ullmann (1910–1983), medieval
- Paul Vinogradoff (1854–1925), medieval
- Charles Webster (1886–1961), Diplomatic
- Retha Warnicke (nascido em 1939), história da Tudor e questões de gênero
- Cicely Veronica Wedgwood (1910–1997), britânica
- Ernest Llewellyn Woodward (1890–1971), relações internacionais
- Perez Zagorin (nascido em 1920), séculos XVI e XVII

## Revistas acadêmicas
- Agricultural History Review
- Anglican & Episcopal History
- Albion
- British Catholic History
- Britain and the World, anteriormente British Scholar
- Contemporary British History[129]
- English Historical Review
- First World War Studies[130]
- The Historical Journal
- History of Education: Journal of the History of Education Society[131]
- History Today, popular
- History Workshop Journal
- Notes and Records of the Royal Society, história da ciência
- Past & Present
- Journal of British Studies
- Journal of Scottish Historical Studies, anteriormente Scottish Economic and Social History
- Studia Hibernica
- The Scottish Historical Review
- Twentieth Century British History
- Urban History
- Victorian Studies

## Organizações
- Associação Britânica de História Local
- Centro de História Britânica Contemporânea
- Centro de História Metropolitana
- Dicionário de Biografia Nacional
- Sociedade de História Econômica
- Federação das Sociedades de História da Família
- Associação Histórica
- Comissão de Manuscritos Históricos
- História do Parlamento
- Instituto de Pesquisa Histórica
- Sociedade de História Oral
- Sociedade Histórica Real
- Sociedade de Antiquários de Londres
- Sociedade de Genealogistas
- História do Condado de Victoria